# Daniel Hadorph
Daniel Hadorph, född 19 november 1782 i Flistads församling, Östergötlands län, död 10 januari 1862 i Klara församling, Stockholm, var en svensk ämbetsman och musiker. Han var sonsons sonson till Johan Hadorph.
Hadorph blev student vid Uppsala universitet 1802 och ingick 1804 vid Svea hovrätt samt året därpå vid justitierevisionen. Efter befordran till protokollssekreterare i ecklesiastikexpeditionen 1811 följde året därpå ett förordnande som registrator i serafimerordensgillet. Han upphöjdes 1816 i adligt stånd med bibehållande av sitt namn. Som förste expeditionssekreterare, vartill han utnämndes 1818, var Hadorph längre eller kortare tider 1841–1846 tillförordnad expeditionschef i ecklesiastikdepartementet.
I besittning av en stor musikalisk bildning deltog Hadorph ofta som violinist i de konserter som gavs på Riddarhuset under Édouard du Puys ledning. År 1823 invaldes han till ledamot av Musikaliska Akademien och förskaffade akademien inte bara dess första stipendieform, utan verkade även för högre anslag åt den vid riksdagarna. Åren 1851–1861 var han akademiens kamrerare.